# Carbone noir
Carbone suie
Ne doit pas être confondu avec Noir de carbone.

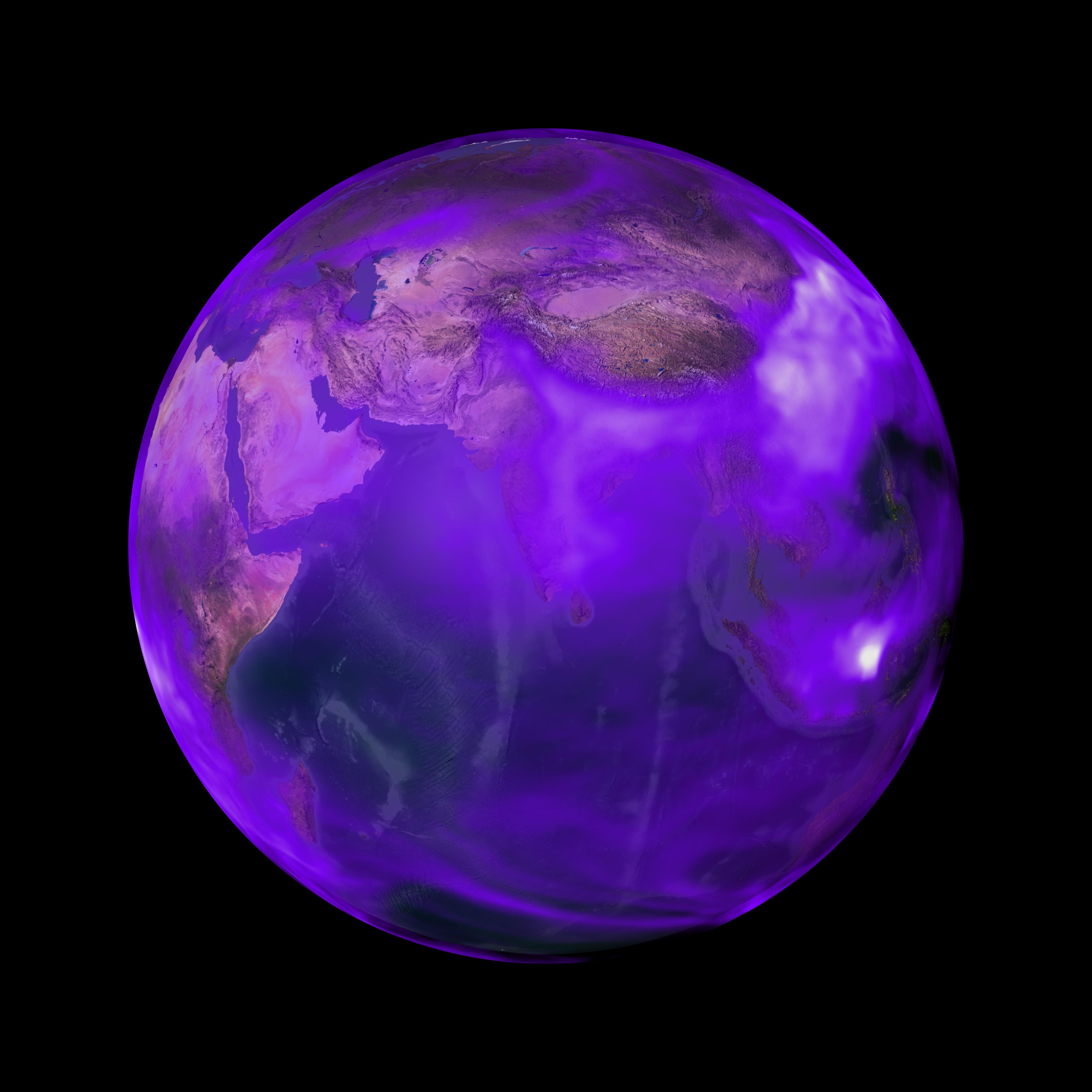
Représentation de la présence de carbone noir dans l'atmosphère (NASA)

Le carbone noir, ou carbone suie, est la forme réfractaire absorbant la lumière du carbone élémentaire restant après la pyrolyse (par exemple, le charbon de bois) ou produit par une combustion incomplète (par exemple, la suie).
Tihomir Novakov (en) est à l'origine du terme de carbone noir dans les années 1970, après avoir identifié le carbone noir comme des particules fines (PM ≤ 2,5 μm de diamètre aérodynamique) dans les aérosols. Le carbone noir des aérosols se présente sous plusieurs formes liées. Formé par la combustion incomplète de combustibles fossiles, de biocarburants et de biomasse, le carbone noir est l'un des principaux types de particules de suie, qu'elles soient d'origine anthropique ou naturelle. En tant que suie, le carbone noir provoque des maladies et des décès prématurés. En raison de ces effets sur la santé humaine, de nombreux pays se sont efforcés de réduire leurs émissions.
En climatologie, les aérosols de carbone noir sont des agents de forçage climatique qui contribuent au réchauffement de la planète. Le carbone noir réchauffe la Terre en absorbant la lumière du soleil, en réchauffant l'atmosphère et en réduisant l'albédo lorsqu'il se dépose sur la neige et la glace (effets directs) et indirectement par interaction avec les nuages, avec un forçage total de 1,1 W/m2. Le carbone noir ne reste dans l'atmosphère que quelques jours ou quelques semaines. En revanche, les gaz à effet de serre puissants ont des cycles de vie plus longs. Par exemple, le dioxyde de carbone (CO2) a une durée de vie dans l'atmosphère de plus de cent ans. Le GIEC et d'autres chercheurs en climatologie ont avancé que la réduction du carbone noir est l'un des moyens les plus faciles de ralentir le réchauffement climatique à court terme.
Le terme de carbone noir est également utilisé en pédologie et en géologie, pour désigner le carbone noir déposé dans l'atmosphère ou le carbone noir directement incorporé par les incendies. En particulier sous les tropiques, le carbone noir présent dans les sols contribue de manière significative à la fertilité, car il peut absorber d'importants éléments nutritifs pour les plantes.
En climatologie, l'élimination du carbone par le biochar (en) permet de séquestrer le carbone atmosphérique sous forme de carbone noir afin de ralentir le réchauffement planétaire.